# Madeleine Chirat
Pour les articles homonymes, voir Chirat (homonymie).
 Madeleine " Maddy" Chirat, née le 31 octobre 1998 à Vénissieux, est une  skieuse alpine française.

## Biographie

### Débuts
En 2011, elle devient Championne de France benjamines (moins de 13 ans) de Combi-saut à Auron. 
Le 14 janvier 2016, elle fait ses débuts en Coupe d'Europe dans la descente d'Altenmarkt. Elle y marque ses premiers points le 3 février 2016 en prenant la 30e place de la descente de Davos. Fin mars, elle est sacrée Championne de France cadettes U18 (moins de 18 ans) de descente aux Menuires.Elle prend aussi la 3e place des championnats de France juniors U21 (moins de 21 ans) de descente aux Menuires.
Elle intègre l'équipe de France Juniors pour la saison 2016-2017. En janvier 2017, elle réalise son premier top-ten en Coupe d'Europe en la 9e place de la descente de Davos. En mars elle prend à nouveau la 3e place des championnats de France juniors U21 (moins de 21 ans) de descente à Val Thorens.

### Saison 2017-2018
Elle intègre l'équipe de France B à partir la saison 2017-2018.
En février 2018, elle réalise 3 bonnes performances en Coupe d'Europe en prenant les 7e, 10e et 12e places des 3 descentes de Crans Montana. 
En mars, elle prend la  3e place des Championnats de France Elite de descente à Châtel derrière Romane Miradoli et Esther Paslier. Elle devient aussi Vice-Championne de France Juniors U21 (moins de 21 ans) de descente à Châtel.

### Saison 2018-2019
Le 17 janvier 2019, elle réalise un très belle course en Coupe d'Europe, en prenant la 5e place de la descente de Val di Fassa. 
Le 20 janvier, elle dispute sa 1re épreuve de Coupe du Monde dans le Super G de Cortina d'Ampezzo. 
En février, elle dispute ses 3e championnats du monde juniors à Val di Fassa. Elle y prend une très bonne 6e place en super G. 
Elle prend la 14e place du classement général de la Coupe d'Europe de descente.
Le 28 mars, elle devient Vice-championne de France Elite de descente à Auron,derrière Romane Miradoli. Elle est aussi sacrée Championne de France Juniors U21 (moins de 21 ans) de cette discipline.

### Saison 2019-2020
Elle prend 2 bonnes 6e places dans les descentes de Coupe d'Europe de Pila et Saint-Anton. 
Sa saison prend fin début mars avec l’arrêt des compétitions de ski en raison de la pandémie de maladie à coronavirus.
Elle termine à la 6e place du classement général de la Coupe d'Europe de descente.
Blessée, elle fait une saison blanche en 2020-2021 et n'a pas réapparu en compétition à ce jour (décembre 2022).

## Palmarès[4],[5]

### Coupe du monde
- 3 épreuves de Coupe du monde disputée (en mars 2020)

### Championnats du monde juniors
| Épreuve / Édition          | Descente | Super G | Slalom géant | Slalom | Combiné | Team event |
| Mondiaux 2017 Are          | 28e      | 33e     | -            | -      | 32e     | -          |
| Mondiaux 2018 Davos        | 14e      | 17e     | -            | -      | 27e     | -          |
| Mondiaux 2019 Val di Fassa | 18e      | 6e      | -            | -      | Abandon | -          |

### Coupe d'Europe
7 tops-10 en descente
Meilleur résultat :
- 5e à la descente de Val d'Isère le 17 janvier 2019

#### Classements
| Saison / Épreuve | Saison / Épreuve | Général | Général | Descente | Descente | Super G | Super G | Géant  | Géant  | Slalom | Slalom | Combiné | Combiné |
| ---------------- | ---------------- | ------- | ------- | -------- | -------- | ------- | ------- | ------ | ------ | ------ | ------ | ------- | ------- |
| Saison / Épreuve | Saison / Épreuve | Class.  | Points  | Class.   | Points   | Class.  | Points  | Class. | Points | Class. | Points | Class.  | Points  |
| 2016             | 2016             | 122e    | 26      | 51e      | 7        | 38e     | 19      | -      | -      | -      | -      | -       | -       |
| 2017             | 2017             | 94e     | 60      | 28e      | 50       | -       | -       | -      | -      | -      | -      | 42e     | 10      |
| 2018             | 2018             | 64e     | 102     | 15e      | 96       | 66e     | 1       | -      | -      | -      | -      | 39e     | 5       |
| 2019             | 2019             | 57e     | 161     | 14e      | 128      | 34e     | 33      | -      | -      | -      | -      | -       | -       |
| 2020             | 2020             | 37e     | 180     | 6e       | 139      | 30e     | 41      | -      | -      | -      | -      | -       | -       |

### Championnats de France

#### Élite
| Édition / Epreuve                          | Descente | Super-G | Slalom géant | Slalom | Super combiné |
| ------------------------------------------ | -------- | ------- | ------------ | ------ | ------------- |
| Championnats 2015 Serre-Chevalier          | 20e      | 22e     | 37e          | 25e    | -             |
| Championnats 2016 Les Menuires             | 7e       | 17e     | 33e          | -      | -             |
| Championnats 2017 Val Thorens/Lélex/Tignes | 7e       | 12e     | 26e          | -      | -             |
| Championnats 2018 Châtel                   | Bronze   | -       | 40e          | -      | -             |
| Championnats 2019 Auron                    | Argent   | Abandon | -            | -      | -             |
| Championnats 2020 Val Thorens              | annulée  | annulé  | annulé       | annulé | annulé        |

#### Jeunes
3 titres de Championne de France

##### Juniors U21 (moins de 21 ans)
2019 :
- Championne de France de descente à Auron

2018 :
- Vice-Championne de France de descente à Châtel

2017 :
- 3e des Championnats de France de descente à Val Thorens
- 4e des Championnats de Franc de super G à Val Thorens

2016 :
- 3e des Championnats de France de descente aux Menuires

##### Cadettes U18 (moins de 18 ans)
2016 :
- Championne de France de descente aux Menuires

#### Benjamines (moins de 13 ans)
2011 :
- Championne de France de Combi-saut à Auron